# Tretodictyum
Tretodictyum is een geslacht van sponsdieren uit de klasse van de Hexactinellida.

## Soorten
- Tretodictyum amchitkensis Reiswig & Stone, 2013
- Tretodictyum cocosensis Reiswig, 2010
- Tretodictyum minor (Dendy & Burton, 1926)
- Tretodictyum montereyense Reiswig, Dohrmann, Pomponi & Wörheide, 2008
- Tretodictyum pumicosum Ijima, 1927
- Tretodictyum schrammeni Ijima, 1927
- Tretodictyum tubulosum Schulze, 1886